# Kanton Montchanin
Kanton Montchanin (francouzsky Canton de Montchanin) je francouzský kanton v departementu Saône-et-Loire v regionu Burgundsko. Tvoří ho pět obcí.

## Obce kantonu
- Écuisses
- Montchanin
- Saint-Eusèbe
- Saint-Julien-sur-Dheune
- Saint-Laurent-d'Andenay